# Acrodactyla atricoxa
Acrodactyla atricoxa är en stekelart som beskrevs av Kusigemati 1985. Acrodactyla atricoxa ingår i släktet Acrodactyla och familjen brokparasitsteklar. Inga underarter finns listade i Catalogue of Life.